# Бирманская черепаха
Бирманская черепаха (лат. Geochelone platynota) — вид сухопутных черепах. Редка и плохо изучена.

## Описание

### Внешний вид
Черепаха средних размеров, длина её панциря около 25 см. Карапакс овальной формы, куполообразной формы. Его карапакса — чёрный или тёмно-коричневый. Из центра каждого позвоночного и рёберного щитка расходится до 6 жёлтых лучей, направленных вверх и вниз. На краевых щитках есть такие же лучи, образующие букву V. Цвет кожи на голове и лапах — жёлтый. Пластрон жёлтый с затемнениями, образующими подобие лучей. На кончике хвоста большая роговая чешуйка.

### Распространение
Эндемик Бирмы. Встречается от севера на юг до Моулмейна в штате Тенассерим.

Населяет тропические леса

### Питание
Растительноядна.

### Размножение
Откладывают яйца в конце февраля. Размер яйца 55 на 40 мм.

## Бирманская черепаха и человек
Редка во всём ареале из-за разрушения мест обитания и перелова. Местные жители употребляют её в пищу, а панцири используют для хранения различных жидкостей.